# MVMエンターテインメント
MVMエンターテインメント（えむぶいえむエンターテインメント、MVM Entertainment）は、イギリスの日本アニメライセンサー、配給会社。

## 歴史
今日、MVMはイギリスの市場向けに40を超える作品の権利を所有しており、所有タイトル数においてイギリス最大のアニメ配給会社となっている。

## ファニメーション
2006年11月まで、ファニメーションはMVMを通してイギリスで作品を配給していた。